# Kidnapped (film 1935)
Kidnapped è un film del 1935 scritto e diretto da Lau Lauritzen Jr. e Alice O'Fredericks.
Fu l'ultimo film in cui apparve Holger-Madsen.

## Trama
1826. Grethi Birger resta sola al mondo dopo la morte della madre. La ragazza non ha mai conosciuto suo padre e lei va alla ricerca di una zia che possiede una lavanderia in una città lontana. La donna, rigida e bigotta, accoglie gelidamente la nipote. Un giovane scrivano scopre che Grethi è l'erede di una grossa fortuna e la chiede in moglie senza rivelarle la notizia.

## Produzione
Il film fu prodotto dalla Palladium Productions.

## Distribuzione
Uscì nelle sale cinematografiche danesi il 10 gennaio 1935.